# Alfred Kramer (Musiker)

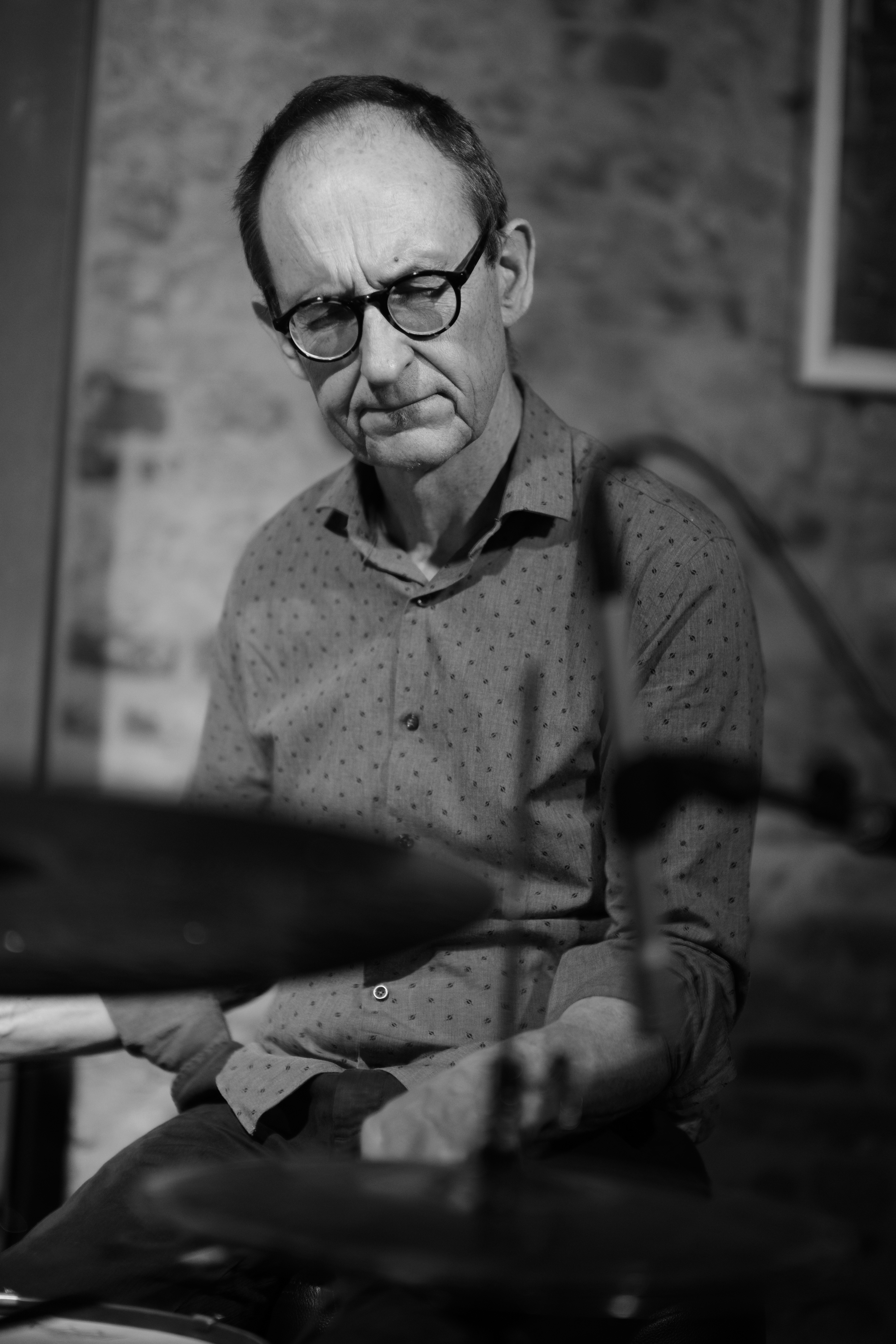
Alfred Kramer, 2023

Alfred Kramer (* 1965 in Frauenfeld) ist ein Schweizer Jazzmusiker, der Schlagzeug und gelegentlich auch Blechblasinstrumente spielt.

## Leben und Werdegang
Kramer lernte zunächst Piano, bevor er sich mit 16 Jahren aufs Schlagzeug verlegte. Er spielte zunächst mit seinem Bruder Luka Kramer und trat in Österreich und Deutschland auf. Mit Enzo Pietropaoli und Fabrizio Sferra bildete er das Space Jazz Trio, das zwei Alben vorlegte (an denen auch Enrico Pieranunzi beteiligt war); auch begleitete er mit dieser Band durchreisende Gastsolisten wie Lee Konitz oder Phil Woods, mit denen auch Tonträger veröffentlicht wurden. Daneben arbeitete er verstärkt in Italien in der Gruppe von Marcello und Pietro Tonolo, um dann im Keptorchestra tätig zu sein. Weiter trat er mit Chet Baker, Sal Nistico, Joe Lovano, Cedar Walton, Benny Bailey, Art Lande, Steve Lacy, Joe Henderson, Enrico Rava, Massimo Urbani, Barre Phillips, Mal Waldron, Paul McCandless, Art Farmer und Miroslav Vitouš auf. Er lebt in Genua, wo er in der Bansigu Big Band tätig ist. Er ist auch auf Alben von Hilaria Kramer, Giannantonio De Vincenzo, Germano Mazzocchetti, Pietro Tonolo, Marco Tamburini, Gianluca Tagliazucchi, Gabriele Mirabassi (Canto di Ebano), Marco Tindiglia, Massimo Salvagnini, Bebo Ferra, Robert Bonisolo, Joanna Rimmer, Mario Raja und der GAP Band zu hören. Tom Lord listet ihn in seiner Diskographie bei 87 Aufnahmen zwischen 1984 und 2016 auf.